# Magneton Bohr-Procopiu
| Sistem de măsură | valoare               | unitate |
| ---------------- | --------------------- | ------- |
| SI               | 9.27400915(23)×10−24  | J·T−1   |
| CGS              | 9.27400915(23)×10−21  | Erg·G−1 |
| eV               | 5.7883817555(79)×10−5 | eV·T−1  |
| unități atomice  | 1⁄2                   | niciuna |

În fizica atomică, magnetonul Bohr-Procopiu (simbolul μB) este o constantă fizică și unitatea naturală pentru a exprima momentul magnetic al unui electron.
Magnetonul Bohr este definit în sistemul internațional de unități ca:
{\displaystyle \mu _{\mathrm {B} }={{e\hbar } \over {2m_{\mathrm {e} }}}}
și în sistemul CGS de unități ca
{\displaystyle \mu _{\mathrm {B} }={{e\hbar } \over {2m_{\mathrm {e} }c}}}
în care
e este sarcina elementară,
ħ este constanta redusă a lui Planck,
me este masa de repaus a electronului și
c este viteza luminii.